# Akseki
Akseki é uma cidade e distrito do sul da Turquia, pertencente à província de Antália.
Conhecida pelos seus nevões, a cidade de Akseki situa-se na parte ocidental dos Montes Tauro, a uma altitude de 1 500 m. O distrito é atravessado pelo longo vale do Rio Manavgat. À parte deste vale, a maior parte da região é montanhosa. Locais de interesse para o visitante incluem grutas, vales e diversos prados de altitude. As encostas ventosas não são adequadas à agricultura e a economia depende principalmente da floresta e da criação de gado.
Muitos naturais de Akseki emigraram para Antália, embora muitos ainda tenham casa na região, o que lhes permite fugirem do calor estival na costa. Os naturais de Akseki têm fama de comerciantes sagazes e alguns homens de negócios de relevo são originários do distrito.
O nome bizantino de Akseki era Marla ou Marulia. Tal como a generalidade da região, a seguir ao domínio bizantino, a cidade esteve sob domínio seljúcida antes de ser integrada no Império Otomano.
Com o seu rico património arquitetónico, Akseki faz parte da Associação Europeia de Cidades e Regiões Históricas (EAHTR), uma organização sedeada em Norwich, Inglaterra, fundada pelo Congresso dos poderes locais e regionais do Conselho da Europa.
A Universidade Akdeniz, de Antália, tem uma delegação em Akseki que se dedica principalmente a estágios de enfermagem, além de outros cursos vocacionais.